# BADBOYS
《BADBOYS》(배드 보이즈)는 타나카 히로시의 만화 작품이다.

## 개요
재산이 넉넉한 집의 아들로 도련님으로 자란 주인공, 키리키 츠카사는 과잉보호인 육아 방법으로 압박해오는 가정에 불만을 느끼면서도 반발할 수 없는 생활을 보내고 있었다. 그런 가운데, 가정교사인 미치에 씨의 한마디를 계기로 불량이 되는 것을 결의. 우여곡절 끝에 폭주족 고쿠라쿠쵸의 8대 두목이 되어, 폭주족으로서 청춘의 날들을 보내게 된다.

## 등장인물

### 고쿠라쿠쵸
키리키 츠카사
본편의 주인공. 부잣집 아들이며, 도련님으로서 자라 왔지만 가정교사인 미치에 씨에게 인정받기 위해 불량을 목표로 해 가출.
카와나카 요지
8대째 고쿠라쿠쵸 간부. 이름이 알려진 불량으로 고교 중퇴 후에 건달로 사는 생활을 보내던 중 츠카사와 알게 되어 흥미를 느낀다.
나카무라 히사오
8대째 고쿠라쿠쵸 간부. 원 히로시마 Night's의 간부였지만, 연재 당초의 무렵 팀에서 빠져 있어, 요지 등과 동시에 8대째 고쿠라쿠쵸에 간부로서 가입.
이와미 에이지
8대째 고쿠라쿠쵸 간부. 중학생 때부터 요지나 히사오·토시마사 등과는 친구이다. 츠카사와 다른 간부와는 달리, 7대째의 무렵부터 토시마사와 함께 고쿠라쿠쵸에 소속해 있다.

### 비이스토
단노 히데노리
비이스토 8대째 총장.
타카마 카즈토시
비이스토 8대째 간부.

### 히로시마 Night's
스기모토 히로카즈
히로시마 Night's 4대째 총장.
외

## 실사 영화 (2011년)
《BADBOYS》는 쿠보타 타카시 감독의 영화이다.

### 캐스트
- 노무라 유타카 - 미우라 타카히로

외

## 텔레비전 드라마
《BAD BOYS J》의 타이틀로 텔레비전 드라마화. 2013년 4월 6일부터 6월 22일까지 닛폰 TV에서 매주 토요일 24:50 ~ 25:20(JST)에 방송되었다. 주연은 나카지마 켄토.

### 캐스트
고쿠라쿠쵸
- 키리키 츠카사 (8대째 리더) - 나카지마 켄토 (Sexy Zone)
- 카와나카 요지 - 이와모토 히카루 (Snow Man)
- 이와미 에이지 - 후카사와 타츠야 (Snow Man)
- 나카무라 히사오 - 와타나베 쇼타 (Snow Man
- 요시모토 슌 (7대째 리더) - 야마네 카즈마
- 요시모토 쿠미 (슌의 여동생) - 하시모토 나나미 (노기자카46)
- 스즈하라 신이치 (츠카사의 소꿉친구) - 마츠시마 쇼타
- 타카나시 아오이 (츠카사의 소꿉친구) - 타케토미 세이카
- 나카무라 미치아케 (히사오의 아버지) - 하세가와 키미히코

BEAST
- 단노 히데노리 - 니카이도 타카시 (Kis-My-Ft2)
- 타카마 카즈토시 - 모리타 뮤토 (쟈니즈 Jr.)
- 하라다 카즈나리 - 모로호시 쇼키 (쟈니즈 Jr.)
- 사쿠라기 유스케 - 야가미 렌
- 오기 (원 BEAST) - 소마 케이스케
- 나카이 카오리 - 이타노 토모미
- 미야시타 마리야 - 사쿠라이 레이카
- 모모세 하루카 - 타카야마 카즈미 (노기자카46)
- 닛타 미오 - 와카츠키 유미 (노기자카46)
- 카라츠 리나 - 노죠 아미 (노기자카46)

Nights
- 히로 - 하시모토 료스케 (A.B.C-Z)
- 나카가와 켄지로 - 야스이 켄타로 (쟈니즈 Jr.)
- 후나모토 준 - 하기야 케이고 (쟈니즈 Jr.)
- 켄죠 쥬리 (원 Nights) - 시메카케 류야 (쟈니즈 Jr.)
- 사토 에리카 (히로의 여자친구) - 트린들 레이나
- 후지이 미카 (에이지의 여자친구) - 마츠무라 사유리
- 카미죠 마리코 - 아키모토 마나츠 (노기자카46)
- 미카미 미유 - 이토 마리카 (노기자카46)
- 사쿠마 미나 - 이토 네네 (노기자카46)

STP
- 테라다 류지 - 타케오
- 사사키 토시아키 - 미나미 케이스케
- 이시모토 치하루 - 카사하라 히데유키
- 요코가와 - 이치노세 와타루

그 외
- 노무라 유타카 (단노의 친구) - 사노 카즈마
- 이와타 쇼 (형사) - 나가시마 토시유키

### 스태프
- 원작 - 타나카 히로시 《BADBOYS》
- 감독 - 쿠보타 타카시, 타키모토 켄고
- 각본 - 와타나베 케이, 쿠와무라 사야카, 네모토 논지, 미타 쿠토
- 프로듀서 - 우에노 히로유키 (NTV), 와타나베 코지 (AXON)
- 기획 협력 - 쟈니즈 사무소
- 제작 협력 - 수퍼비전
- 제작 프로덕션 - 닛테레 악스온
- 제작 저작 - 〈BAD BOYS J〉 제작 위원회, D.N.드림 파트너즈, vap

### 악곡

#### 주제가
- Sexy Zone 〈BAD BOYS〉 (포니캐년)

#### 삽입곡
- 노기자카46 〈세상에서 가장 고독한 Lover〉 (Sony Music Records)

### 방송일
| 각 화  | 방송일          | 각본                    | 감독          | 시청률 |
| ------ | --------------- | ----------------------- | ------------- | ------ |
| 제1화  | 2013년 4월 6일  | 와타나베 케이           | 쿠보타 타카시 | 2.5%   |
| 제2화  | 2013년 4월 13일 | 와타나베 케이           | 쿠보타 타카시 | 2.2%   |
| 제3화  | 2013년 4월 20일 | 와타나베 케이 미타 쿠토 | 쿠보타 타카시 | 3.1%   |
| 제4화  | 2013년 4월 27일 | 와타나베 케이 미타 쿠토 | 쿠보타 타카시 | 2.5%   |
| 제5화  | 2013년 5월 4일  | 쿠와무라 사야카         | 타키모토 켄고 | 2.0%   |
| 제6화  | 2013년 5월 11일 | 쿠와무라 사야카         | 타키모토 켄고 | 3.4%   |
| 제7화  | 2013년 5월 18일 | 네모토 논지             | 카와이 하야토 | 2.6%   |
| 제8화  | 2013년 5월 25일 | 네모토 논지             | 카와이 하야토 | 2.8%   |
| 제9화  | 2013년 6월 1일  | 쿠와무라 사야카         | 타키모토 켄고 | 3.4%   |
| 제10화 | 2013년 6월 8일  | 쿠와무라 사야카         | 쿠보타 타카시 | 1.8%   |
| 제11화 | 2013년 6월 15일 | 쿠와무라 사야카         | 쿠보타 타카시 | 2.7%   |
| 최종화 | 2013년 6월 22일 | 쿠와무라 사야카         | 쿠보타 타카시 | 2.9%   |

- 제1화는 프로그램 조정의 형편상 때문에 25:20 ~ 25:50 방송.
- 제2·4화는 《35세의 고교생》이 시간 확대 방송을 했기 때문에 25:05 ~ 25:35 방송.
- 제10화는 프로그램 조정의 형편상 때문에 25:00 ~ 25:30 방송.

| 닛폰 TV 토요일 24:50 ~ 25:20 시간대             | 닛폰 TV 토요일 24:50 ~ 25:20 시간대 | 닛폰 TV 토요일 24:50 ~ 25:20 시간대 |
| 이전 작품                                       | 작품명                              | 다음 작품                           |
| ----------------------------------------------- | ----------------------------------- | ----------------------------------- |
| 심리치료중-in the Room- (2013.1.12 ~ 2013.3.30) | BAD BOYS J (2013.4.6 ~ 2013.6.22)   | 가면 티처 (2013.7.6 ~ 2013.9.28)    |

## 극장판 BAD BOYS J -최후에 지킬 것-
《극장판 BAD BOYS J -최후에 지킬 것-》(일본어: 劇場版 BAD BOYS J -最後に守るもの-)는 일본에서 2013년 11월 9일에 개봉한 영화이다.
캐치프레이즈는, 〈누군가를 지키려고 했을 때, 사람은 처음으로 강해진다―　강하고, 멋있게, Sweet한 놈들이 보내는, 감동의 청춘 엔터테인먼트!〉.

### 캐스트

#### 고쿠라쿠쵸
- 키리키 츠카사 (8대째 리더) - 나카지마 켄토 (Sexy Zone)
- 카와나카 요지 - 이와모토 히카루 (Snow Man)
- 이와미 에이지 - 후카사와 타츠야 (Snow Man)
- 나카무라 히사오 - 와타나베 쇼타 (Snow Man)
- 요시모토 쿠미 (츠카사의 여자친구) - 하시모토 나나미 (노기자카46)
- 키노시타 아이리 (요지의 연모하고 있는 사람) - 이코마 리나 (노기자카46)

#### BEAST
- 단노 히데노리 - 니카이도 타카시 (Kis-My-Ft2)
- 타카마 카즈토시 - 모리타 뮤토 (쟈니즈 Jr.)
- 하라다 카즈나리 - 모로호시 쇼키 (쟈니즈 Jr.)
- 나카이 카오리 (단노의 여자친구) - 이타노 토모미
- 미야시타 마리야 - 사쿠라이 레이카 (노기자카46)
- 아라타 미오 - 와카츠키 유미 (노기자카46)
- 카라츠 리나 - 노죠 아미 (노기자카46)

#### Nights
- 히로 - 하시모토 료스케 (A.B.C-Z)
- 나카가와 켄지로 - 야스이 켄타로 (쟈니즈 Jr.)
- 후나모토 준 - 하기야 케이고 (쟈니즈 Jr.)
- 사토 에리카 (히로의 여자친구) - 트린들 레이나
- 후지이 미카 (에이지의 여자친구) - 마츠무라 사유리 (노기자카46)
- 사쿠마 미나 - 이토 네네 (노기자카46)
- 미카미 미유 - 이토 마리카 (노기자카46)
- 카미죠 마리코 - 아키모토 마나츠 (노기자카46)

#### 에덴
- 사카키 키요토 (리더) - 카키자와 하야토
- 켄죠 이츠키 (원 Nights) - 시메카케 류야 (쟈니즈 Jr.)
- 오노자와 케이타 (원 고쿠라쿠쵸) - 시게오카 다이키 (칸사이 쟈니즈 Jr.)
- 마사키 나오 (케이타의 연인) - 시라이시 마이 (노기자카46)
- 오오타케 유야 - 아베 료헤이 (Snow Man)

#### 그 외
- 노무라 유타카 (단노의 친구) - 사노 카즈마